# Czerwieńsk
Czerwieńsk ['ʧɛrvʲɛɲsk] (deutsch Rothenburg an der Oder) ist eine Stadt im Powiat Zielonogórski der polnischen Woiwodschaft Lebus. Sie ist Sitz der gleichnamigen Stadt-und-Land-Gemeinde mit fast 10.000 Einwohnern.

## Geographische Lage
Die Stadt liegt in Niederschlesien am Südufer der Oder, etwa 65 Kilometer nordwestlich von Głogów (Glogau).

## Geschichte

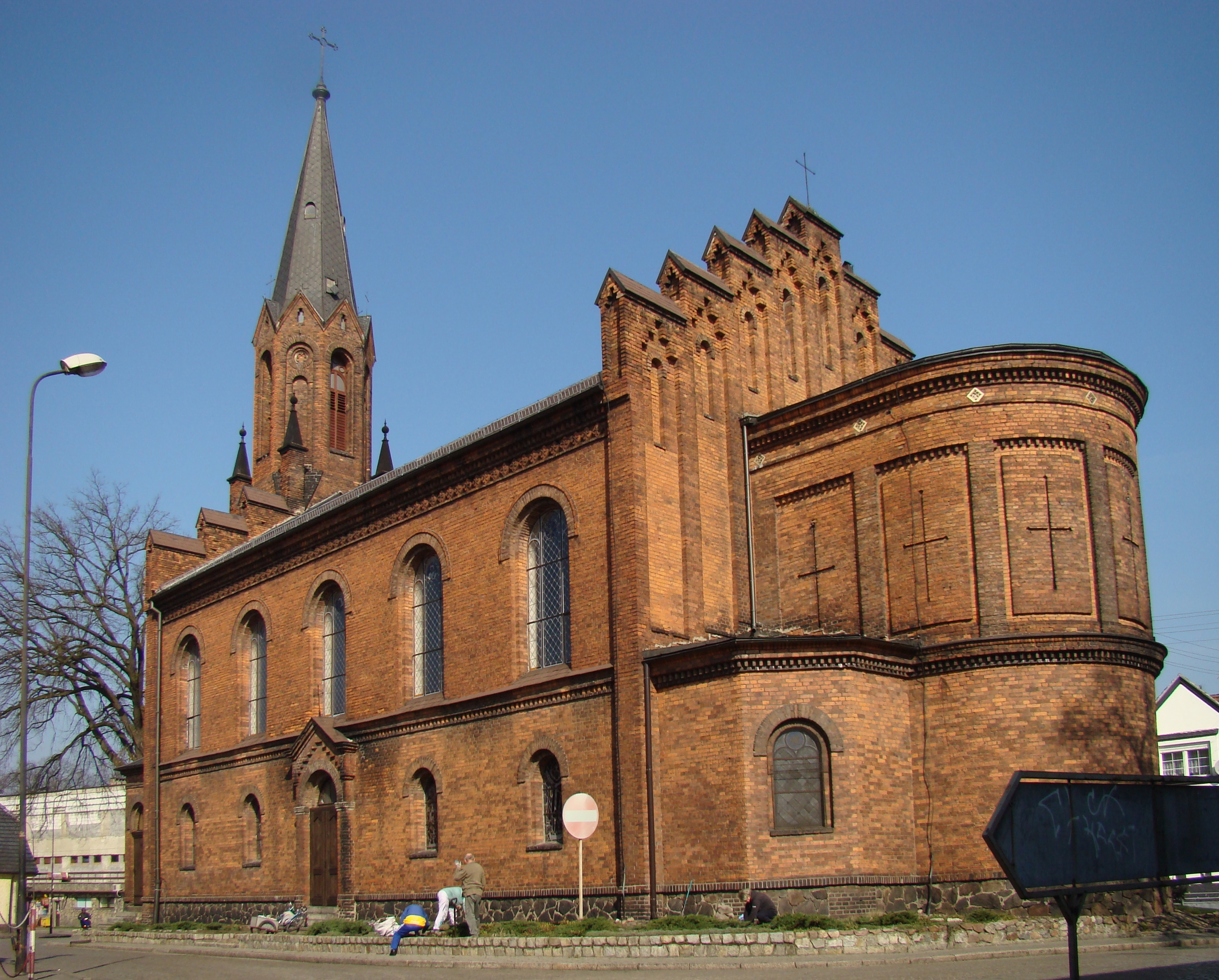
St.-Wojciech-Kirche

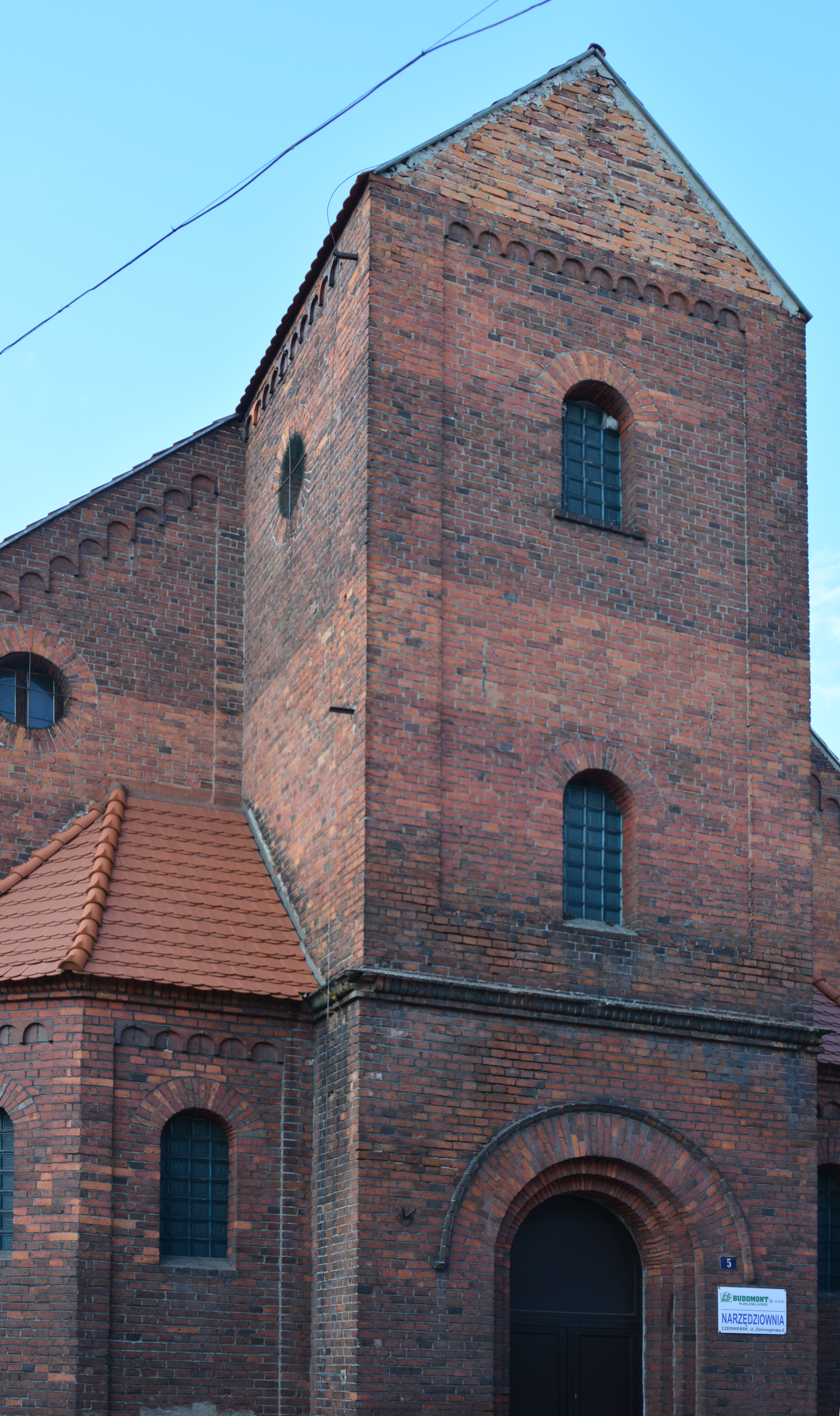
Ehemalige evangelische Kirche

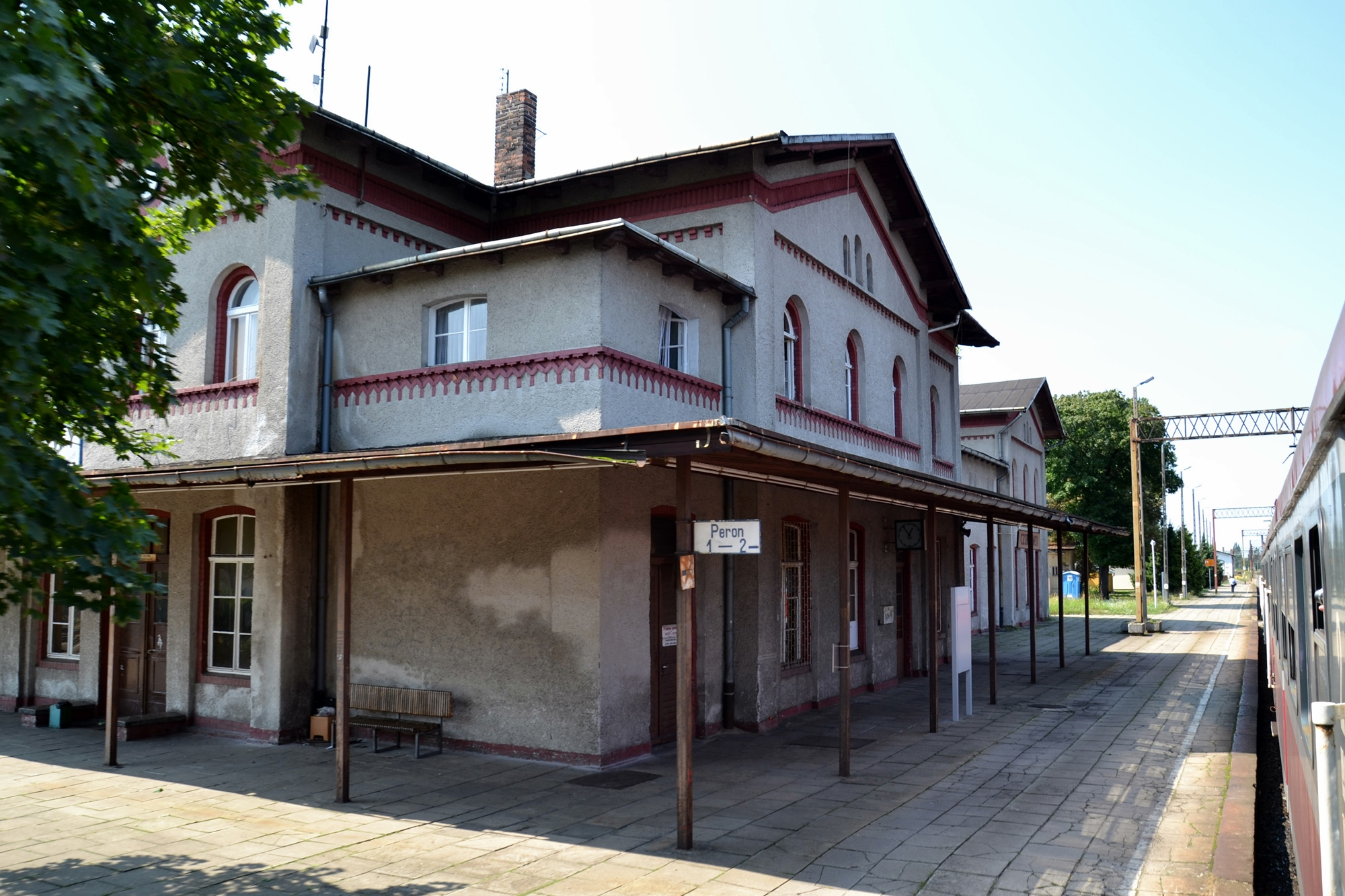
Bahnhof von Rothenburg

Im 13. Jahrhundert wurde auf dem Gebiet der späteren Stadt Rothenburg das Dorf Netkowe erstmals urkundlich erwähnt. Der Ort gehörte zur brandenburgischen Neumark und lag unmittelbar an der Grenze zu Schlesien.
Mitte des 16. Jahrhunderts errichtete der adlige Besitzer von Nettkau oder auch Nettkow, Christoph von Rothenburg, ein Schloss und erweiterte den Ort. Während die alte Siedlung nun Polnisch-Nettkau genannt wurde, hieß die Erweiterung Neu-Nettkau. Der Dreißigjährige Krieg, unter dem die Region an der Oder besonders zu leiden hatte, hemmte die Entwicklung des Ortes. 1690 wurde Neu-Nettkau zur Stadt erhoben und in Rothenburg umbenannt.
Als die Habsburger nach dem Krieg im benachbarten Schlesien die Gegenreformation durchsetzten, wurde in Rothenburg 1654 eine Grenzkirche errichtet, zu der Protestanten aus dem Nachbarland zum Gottesdienst kamen. Im 17. Jahrhundert entwickelte sich nicht zuletzt durch Auswanderer aus Schlesien das Tuchhandwerk.
Alexander Rudolf von Rothenburg wurde von König Friedrich Wilhelm I. 1736 in den Grafenstand erhoben. Sein Sohn Graf Friedrich Rudolf von Rothenburg gehörte zu den engsten Freunden Friedrichs des Großen.
1788 erwarb der Herzog Peter von Kurland, dem das benachbarte Sagan gehörte, die Herrschaft über Rothenburg/Nettkow. Dessen Tochter Pauline brachte die Güter als Mitgift in die Familie der schwäbischen Hohenzollern, die hier auch nach der Aufhebung der Grundherrschaft große Güter besaßen und das Rothenburger Schloss bewohnten.
Rothenburg an der Oder gehörte bis zum 6. August 1816 zum Landkreis Crossen im Fürstentum Crossen in der Neumark.
1816 wurde Rothenburg an die seit 1742 preußische Provinz Schlesien angegliedert. Die Anbindung an das Schienennetz erfolgte 1870 über die Strecken Guben–Bentschen–Posen der Märkisch-Posener Eisenbahn-Gesellschaft und Breslau–Stettin der Breslau-Schweidnitz-Freiburger Eisenbahn-Gesellschaft.
1945 gehörte Rothenburg zum Landkreis Grünberg in Schlesien im Regierungsbezirk Liegnitz der preußischen Provinz Niederschlesien des Deutschen Reichs.
Gegen Ende des Zweiten Weltkriegs besetzte im Frühjahr 1945 die Rote Armee die Region.
Nach Kriegsende zerstörten sowjetische Truppen das Schloss. Die Kriegsschäden in der Stadt waren ansonsten verhältnismäßig gering. Rothenburg an der Oder wurde nach Kriegsende unter polnische Verwaltung gestellt und unter Verlust des Stadtrechts in Czerwieńsk umbenannt. In der Folgezeit wurde die eingesessene Bevölkerung von der örtlichen polnischen Verwaltungsbehörde vertrieben und durch Polen ersetzt.
Im Jahr 1969 erhielt Czerwieńsk erneut das Stadtrecht.

## Bauwerke
- St.-Wojciech-Kirche, einschiffiger neuromanischer Backsteinbau von 1877, der von einem halbrunden Chor mit Apsis abgeschlossen ist. Bis dahin evangelisch wurde die Kirche am 22. Dezember 1945 als katholisch geweiht.
- Ehemalige evangelische Kirche, Backsteinbau von 1851, seit 1945 für gewerbliche Zwecke genutzt.

### Bevölkerungsentwicklung
| Jahr | Einwohner | Anmerkungen                  |
| ---- | --------- | ---------------------------- |
| 1825 | 0.626     | darunter dreizehn Katholiken |
| 1846 | 0.864     | davon 856 Evangelische       |
| 1933 | 1430      | [ 4 ]                        |
| 1939 | 1399      | [ 4 ]                        |

## Gemeinde
Die Stadt-und-Land-Gemeinde (gmina miejsko-wiejska) Czerwieńsk umfasst neben der Stadt eine Reihe von Dörfern beiderseits der Oder.

### Partnerschaften
- Rotenburg an der Fulda (Hessen)
- Drebkau (Brandenburg)
- Rotenburg (Wümme) (Niedersachsen)

## Persönlichkeiten
- Martin Gottfried Julius Schöne (1810–1873), evangelischer Pfarrer in Rothenburg an der Oder und Abgeordneter der Preußischen Nationalversammlung
- Heinrich Schmidt (1899–nach 1968), im Ortsteil Längen geborener Politiker, Abgeordneter der Volkskammer der DDR
- Erika Schirmer (* 31. Juli 1926 als Erika Erna Mertke in Polnisch Nettkow, Landkreis Grünberg i. Schles.) ist eine deutsche Schriftstellerin und ehemalige Kindergärtnerin und Sonderpädagogin. Bekannt wurde sie vor allem durch das von ihr komponierte und getextete Lied Kleine weiße Friedenstaube.